# Aleksiej Fiodorow (lekkoatleta)
Aleksiej Leonidowicz Fiodorow (ros. Алексей Леонидович Фёдоров; ur. 25 maja 1991 w Smoleńsku) – rosyjski lekkoatleta specjalizujący się w trójskoku.
Pierwszym sukcesem było dla Rosjanina zdobycie w 2007 roku srebrnego medalu mistrzostw świata juniorów młodszych. Złoty medalista czempionatu Starego Kontynentu juniorów w Nowym Sadzie (2009). W 2010 został mistrzem świata juniorów. W 2013 sięgnął po brąz halowych mistrzostw Europy w Göteborgu, został wicemistrzem uniwersjady w Kazaniu oraz zdobył złoto młodzieżowych mistrzostw Starego Kontynentu w Tampere. W 2014 zdobył brązowy medal mistrzostw Europy w Zurychu. Srebrny medalista światowych igrzysk wojska w Mungyeong (2015).
Reprezentant Rosji w drużynowych mistrzostwach Europy. Stawał na podium mistrzostw kraju w różnych kategoriach wiekowych.
Rekordy życiowe: stadion – 17,42 (29 maja 2015, Soczi); hala – 17,12 (2 marca 2013, Göteborg).

## Osiągnięcia
| Rok  | Impreza                                 | Miejsce    | Lokata            | Wynik |
| ---- | --------------------------------------- | ---------- | ----------------- | ----- |
| 2007 | Mistrzostwa świata juniorów młodszych   | Ostrawa    | 2. miejsce        | 15,59 |
| 2009 | Superliga drużynowych mistrzostw Europy | Leiria     | 8. miejsce        | 16,09 |
| 2009 | Mistrzostwa Europy juniorów             | Nowy Sad   | 1. miejsce        | 16,67 |
| 2010 | Superliga drużynowych mistrzostw Europy | Bergen     | 5. miejsce        | 16,60 |
| 2010 | Mistrzostwa świata juniorów             | Moncton    | 1. miejsce        | 16,68 |
| 2011 | Młodzieżowe mistrzostwa Europy          | Ostrawa    | 2. miejsce        | 16,85 |
| 2011 | Mistrzostwa świata                      | Daegu      | el. – 18. miejsce | 16,42 |
| 2013 | Halowe mistrzostwa Europy               | Göteborg   | 3. miejsce        | 17,12 |
| 2013 | Superliga drużynowych mistrzostw Europy | Gateshead  | 1. miejsce        | 16,70 |
| 2013 | Uniwersjada                             | Kazań      | 2. miejsce        | 16,89 |
| 2013 | Młodzieżowe mistrzostwa Europy          | Tampere    | 1. miejsce        | 17,13 |
| 2013 | Mistrzostwa świata                      | Moskwa     | 5. miejsce        | 16,90 |
| 2014 | Mistrzostwa Europy                      | Zurych     | 3. miejsce        | 17,04 |
| 2015 | Halowe mistrzostwa Europy               | Praga      | 4. miejsce        | 16,88 |
| 2015 | Superliga drużynowych mistrzostw Europy | Czeboksary | 2. miejsce        | 16,92 |
| 2015 | Uniwersjada                             | Gwangju    | 5. miejsce        | 16,35 |
| 2015 | Światowe wojskowe igrzyska sportowe     | Mungyeong  | 2. miejsce        | 16,56 |
| 2018 | Mistrzostwa Europy                      | Berlin     | el. – 16. miejsce | 16,29 |
| 2019 | Halowe mistrzostwa Europy               | Glasgow    | el. – 11. miejsce | 16,28 |
| 2019 | Mistrzostwa świata                      | Doha       | el. – 18. miejsce | 16,71 |
| 2019 | Światowe wojskowe igrzyska sportowe     | Wuhan      | 6. miejsce        | 16,64 |